# Solena
Solena es un género de plantas con flores perteneciente a la familia Cucurbitaceae.  Comprende  6 especies descritas y de estas, solo  2 aceptadas.

## Taxonomía
El género fue descrito por Carlos Linneo y publicado en Flora Cochinchinensis 477, 514. 1790.

## Especies aceptadas
A continuación se brinda un listado de las especies del género Solena aceptadas hasta enero de 2014, ordenadas alfabéticamente. Para cada una se indica el nombre binomial seguido del autor, abreviado según las convenciones y usos.
- Solena amplexicaulis (Lam.) Gandhi
- Solena delavayi (Cogn.) C.Y.Wu